# مات وارد
مات وارد (بالإنجليزية: Matt Ward)‏ هو لاعب اللاكروس أمريكي، ولد في 30 مارس 1983.